# The Age of Hell
The Age of Hell è il sesto album discografico in studio del gruppo musicale metal statunitense Chimaira, pubblicato nel 2011.

## Tracce
1. The Age of Hell – 3:32
2. Clockwork – 3:43
3. Losing My Mind – 4:57
4. Time Is Running Out – 4:13
5. Year of the Snake – 3:41
6. Beyond the Grave – 4:54
7. Born in Blood – 4:08
8. Stoma – 1:28
9. Powerless – 4:31
10. Trigger Finger – 3:54
11. Scapegoat – 4:32
12. Samsara (feat. Emil Werstler dei Dååth) – 6:12

## Formazione
- Mark Hunter - voce, tastiere, samples
- Rob Arnold - chitarra, basso
- Matt DeVries - chitarra
- Ben Schigel - batteria